# Tour d'Italie féminin 1993
La 4e édition du Tour d'Italie féminin (Giro Donne 1993, Giro d'Italia Internazionale Femminile en italien) a lieu du 4 au 10 juillet 1993.

## Présentation

### Équipes
| Unknown team category |
|                       |

## Étapes
| Étape      | Date      | Villes étapes                     | type | Distance (km) | Vainqueur d'étape      | Leader du classement général |
| ---------- | --------- | --------------------------------- | ---- | ------------- | ---------------------- | ---------------------------- |
| 1re étape  | 4 juill.  | Mogliano Veneto – Mogliano Veneto |      | 98,2          | Petra Meier-Walczewski |                              |
| 2e étape   | 5 juill.  | Rogolo – Rogolo                   |      | 91            | Nada Cristofoli        |                              |
| 3e étape   | 6 juill.  | Sampeyre – Sampeyre               |      | 67,5          | Rosa Jakupova          |                              |
| 4e étape   | 7 juill.  | Monasterolo – Monasterolo         |      | 80            | Samantha Rizzi         |                              |
| 5e étape   | 8 juill.  | Beinette – Beinette               |      | 95            | Michela Fanini         |                              |
| 6e a étape | 9 juill.  | Diano Marina – Diano Marina       |      | 44,2          | Lenka Ilavská          |                              |
| 6e b étape | 9 juill.  | Chiavari – Chiavari               |      | 55,2          | Luzia Zberg            |                              |
| 7e étape   | 10 juill. | Capannori – Lucques               |      | 87,9          | Nada Cristofoli        |                              |

## Classement général final
| \| Classement général \| Classement général \| Classement général \| Classement général \| Classement général \| \| Coureur \| Coureur \| Pays \| Équipe \| Temps \| \| ------------------ \| ------------------ \| ------------------ \| ------------------ \| ------------------ \| \| 1re \| Lenka Ilavská \| Slovaquie \| \| 15 h 47 min 13 s \| \| 2e \| Luzia Zberg \| Suisse \| \| + 25 s \| \| 3e \| Imelda Chiappa \| Italie \| \| + 28 s \| \| 4e \| Maria Canins \| Italie \| \| + 28 s \| \| 5e \| Michela Fanini \| Italie \| \| + 34 s \| |                |           |        |                  |
| |                |           |        |                  |
| |                |           |        |                  |
| Classement général |                |           |        |                  |
| Coureur | Coureur        | Pays      | Équipe | Temps            |
| 1re | Lenka Ilavská  | Slovaquie |        | 15 h 47 min 13 s |
| 2e | Luzia Zberg    | Suisse    |        | + 25 s           |
| 3e | Imelda Chiappa | Italie    |        | + 28 s           |
| 4e | Maria Canins   | Italie    |        | + 28 s           |
| 5e | Michela Fanini | Italie    |        | + 34 s           |

## Classements annexes
| Classement par points | Classement par points | Classement par points | Classement par points | Classement par points |
| Coureur               | Coureur               | Pays                  | Équipe                | Points                |
| --------------------- | --------------------- | --------------------- | --------------------- | --------------------- |

| Classement par points | Classement par points | Classement par points | Classement par points | Classement par points |
| Coureur               | Coureur               | Pays                  | Équipe                | Points                |
| --------------------- | --------------------- | --------------------- | --------------------- | --------------------- |

| Classement de la montagne | Classement de la montagne | Classement de la montagne | Classement de la montagne | Classement de la montagne |
| Coureur                   | Coureur                   | Pays                      | Équipe                    | Points                    |
| ------------------------- | ------------------------- | ------------------------- | ------------------------- | ------------------------- |

| Classement de la montagne | Classement de la montagne | Classement de la montagne | Classement de la montagne | Classement de la montagne |
| Coureur                   | Coureur                   | Pays                      | Équipe                    | Points                    |
| ------------------------- | ------------------------- | ------------------------- | ------------------------- | ------------------------- |

| Classement des sprints | Classement des sprints | Classement des sprints | Classement des sprints | Classement des sprints |
| Coureur                | Coureur                | Pays                   | Équipe                 | Points                 |
| ---------------------- | ---------------------- | ---------------------- | ---------------------- | ---------------------- |

| Classement des sprints | Classement des sprints | Classement des sprints | Classement des sprints | Classement des sprints |
| Coureur                | Coureur                | Pays                   | Équipe                 | Points                 |
| ---------------------- | ---------------------- | ---------------------- | ---------------------- | ---------------------- |

| Classement du meilleur jeune | Classement du meilleur jeune | Classement du meilleur jeune | Classement du meilleur jeune | Classement du meilleur jeune |
| Coureur                      | Coureur                      | Pays                         | Équipe                       | Temps                        |
| ---------------------------- | ---------------------------- | ---------------------------- | ---------------------------- | ---------------------------- |

| Classement du meilleur jeune | Classement du meilleur jeune | Classement du meilleur jeune | Classement du meilleur jeune | Classement du meilleur jeune |
| Coureur                      | Coureur                      | Pays                         | Équipe                       | Temps                        |
| ---------------------------- | ---------------------------- | ---------------------------- | ---------------------------- | ---------------------------- |

| Classement par équipes | Classement par équipes | Classement par équipes | Classement par équipes |
| Équipe                 | Équipe                 | Pays                   | Temps                  |
| ---------------------- | ---------------------- | ---------------------- | ---------------------- |

| Classement par équipes | Classement par équipes | Classement par équipes | Classement par équipes |
| Équipe                 | Équipe                 | Pays                   | Temps                  |
| ---------------------- | ---------------------- | ---------------------- | ---------------------- |

## Évolution des classements
| Étape              |  | Vainqueur _            |
| ------------------ |  | ---------------------- |
| 1re étape          |  | Petra Meier-Walczewski |
| 2e étape           |  | Nada Cristofoli        |
| 3e étape           |  | Rosa Jakupova          |
| 4e étape           |  | Samantha Rizzi         |
| 5e étape           |  | Michela Fanini         |
| 6e a étape         |  | Lenka Ilavská          |
| 6e b étape         |  | Luzia Zberg            |
| 7e étape           |  | Nada Cristofoli        |
| Classements finals |  |                        |